# 長沢敬之助
長澤 敬之助（ながさわ けいのすけ、1924年10月26日 - 2005年6月5日）は、日本の地球科学者。専門は鉱床学・鉱物学。東京都生まれ。

## 経歴
旧制武蔵高等学校を経て、1948年東京大学理学部地質学科卒業。同年4月より1951年3月まで同大学院に在籍。1951年5月名古屋大学理学部講師となり、1954年助教授に昇進。1961年名古屋大学より理学博士の学位を取得。論文の表題は「新潟県三川鉱山の鉱化作用に関する研究」。1877年静岡大学理学部教授に就任。大学評議員・理学部長などを歴任し、1988年停年退職、名誉教授となる。その後、常葉学園浜松大学の教授となり、経営情報学部長・副学長を勤める。1984～1986年日本鉱物学会会長、1985～1986年日本粘土学会会長。2001年勲三等旭日中綬章、没後に正四位に叙せられる。

## 研究業績
東京大学では、渡辺武男教授の薫陶を受けて鉱床学の道に進み、三川鉱山・神岡鉱山などの地質・鉱床を研究する。その後次第に、これらの鉱床をもたらす熱水活動に興味が移り、活動の周辺に生成される粘土鉱物を研究の対象とした。特にカオリン粘土鉱床の成因の解明に努め、カオリンとハロイサイトの鉱物学的性質を究明するなど、多大な成果を挙げて内外から注目を集めた。

## 受賞歴
- 1964年日本鉱山地質学会論文賞。

## 主な編著書
- 日本粘土学会「粘土ハンドブック」（一部執筆）、技報堂、1967年。
- 日本粘土学会「粘土ハンドブック第二版」（編集委員長・一部執筆）、技報堂、1987年。
- 長沢敬之助・M. クズヴァルト（共著）「工業原料鉱物資源」、修学館、1989年。ISBN 4-915766 02-0 C 3057